# Tets Ohnari

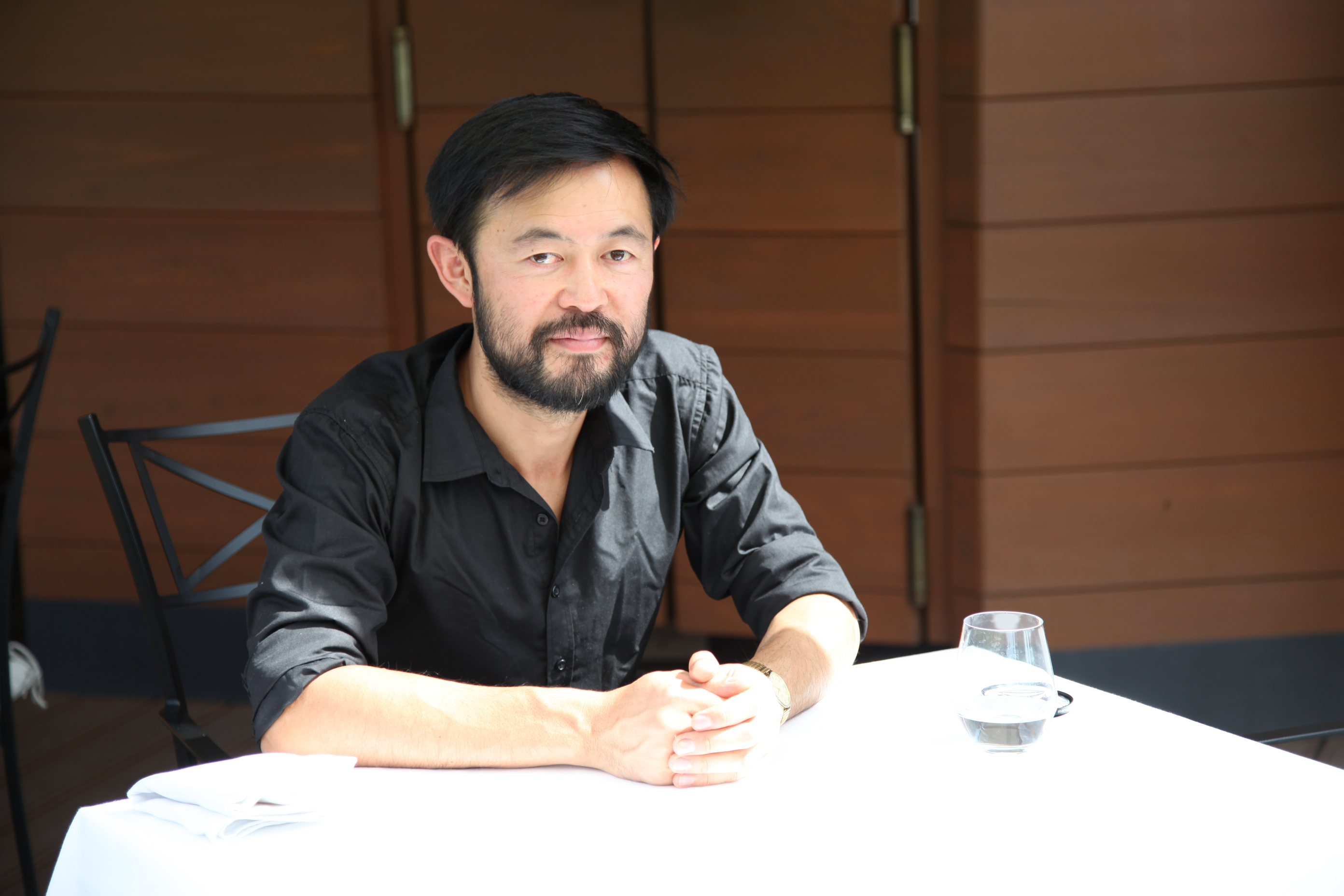
Tets Ohnari (2022)

Tets Ohnari (jap. 大成 哲, Ōnari Tetsu; * 30. Juni 1980 in Tokio) ist ein japanischer Bildhauer und zeitgenössischer Künstler, der in Prag und Tokio lebt und arbeitet. 
Ohnaris Kunstwerke sind meist aus Glas, Holz und Stein. Sein Hauptkonzept ist es, nicht nur das endgültige Werk zu zeigen, sondern auch den gesamten Prozess von dessen Erstellung.

## Einzelausstellungen
- 2020 Egon Schiele Art Centrum (Český Krumlov, Czech Republic)
- 2016 Tezukayama Gallery (Osaka, Japan)
- 2016 Jan Koniarek Gallery „reflection“ (Trnava, Slowakei)
- 2014 „[Tets Ohnari ∞ Egon Schiele]“, Dai-ichi Life South Gallery (Tokio, Japan)
- 2013 „Wood“, Galerie H’art (Bukarest, Rumänien)
- 2012 Brody House (Budapest, Ungarn)
- 2012 B Galerie (Tokio, Japan)
- 2011 Galerie H’art (Bukarest, Rumänien)
- 2010 Galerie H’art (Bukarest, Rumänien)
- 2010 Galerie Shounan Kujirakan (Hujisawa, Japan)
- 2010 Tschechisch Zentrum in Tokio, CZ Botschaft (Tokio, Japan)
- 2009 Atelier35, Japan-Danube Friendship (Bukarest, Rumänien)
- 2008 Galerie Clement Salon (Tokio, Japan)
- 2007 Museum Hořice (Hořice, Tschechien)
- 2007 Galerie Josefa Adamce (Prag, Tschechien)

## Wettbewerb und Auszeichnungen
- 2012 Wertung Fine Work, VOCA 2012 (Tokio, Japan)
- 2010 Kunstfestival Bbieaf (Philippinen)
- 2010 Wertung Konica Minolta Eco and Art 2010 (Tokio, Japan)